# Vincent La Chapelle
Vincent La Chapelle (1690 o 1703 - 1745) fue un cocinero y escritor culinario francés.

## Biografía
Vincent La Chapelle fue cocinero del embajador británico en La Haya, Felipe Stanhope de Chesterfield, entre 1728 y 1731. Aquel último año, frecuentó la logia masónica Grand Lodge of the Freemasons of England de Londres.
En marzo de 1734, Vincent La Chapelle siguió al príncipe de Orange cuando éste regresó a los Países Bajos tras haberse casado con Ana de Hannover en Londres. Es muy probable que se conocieran de antemano, dado que Vincent había sido cocinero del embajador británico. 
Vincent La Chapelle fundó una logia masónica el 8 de noviembre de 1734, probablemente en La Haya o en Leeuwarden. Una logia de los Países Bajos todavía lleva su nombre.
La Chapelle trabajó también al servicio de Juan V de Portugal y en casa de Madame de Pompadour, favorita de Luis XV de Francia.

## Escritor culinario
Mientras estaba al servicio del conde de Chesterfield, Vincent La Chapelle escribió en inglés y publicó en 1733, el Modern cook (El cocinero moderno), obra en tres volúmenes. Una edición francesa en cuatro volúmenes, el Cuisinier moderne, fue publicada en 1735 en Ámsterdam. Es uno de los grandes clásicos del siglo XVIII, y tuvo una fuerte influencia en la cocina practicada por la aristocracia de Inglaterra. En cierta medida, La Chapelle adaptó algunas recetas de su predecesor, François Massialot, que redactó Le Cuisinier royal et bourgeois (El cocinero real y burgués), libro dedicado a la cocina y a la confitería, en 1691. Ambos autores se disputaron de hecho la autoría de algunas de las recetas.
La Chapelle es el primer escritor culinario que insistió en marcar una ruptura con la cocina del pasado y a calificar su cocina de moderna. Su obra es precursora de una serie de recetarios profusamente ilustrados que casi podrían considerarse libros de arte.
En 1742, La Chapelle publica una obra en cinco volúmenes, Le cuisinier moderne, qui apprend à donner toutes ſortes de repas, en Gras & en Maigre, d'une manière plus délicate que ce qui en a été écrit juſqu'à préſent: divisé en cinq volumes, avec de nouveaux modéles de Vaiſſelle, & des Deſſeins de Table dans le grand goût d'aujourd'hui, gravez en Taille-douce... / par le sieur Vincent La Chapelle (El cocinero moderno, que enseña a dar toda clase de comidas, grasas & magras, de una manera más delicada que lo que se ha escrito hasta el presente: dividido en cinco volúmenes, con nuevos modelos de vajillas, & dibujos) en La Haya. El libro contiene grabados de ustensilios, vajillas y decoraciones de mesas, y es ameno de leer.
La Chapelle nunca encargó la publicación de sus obras a un editor: publicó todas sus obras por su cuenta, asumiendo personalmente los costes de edición e impresión.
En la línea iniciada por François Pierre de La Varenne, recurre frecuentemente a las hierbas aromáticas, pero reduce las especias para preservar el sabor original de los alimentos. Algunas recetas, a las que llama "indias", se acompañan de arroz. Separa también las recetas entre magras y grasas, para respetar los periodos de Cuaresma. Presenta los entonces tradicionales caldos medicinales o revigorizantes, muy en voga en el siglo XVII para personas enfermas, así como recetas recomendadas para la Marina y otras destinadas a potenciales comedores populares. La obra plasma la experiencia combinada de un chef, un administrador y un maestro de ceremonia.

## Otras publicaciones de Vincent La Chapelle
- Chansons de la Très-Vénérable Confrairie des maçons libres (Canciones de la muy venerable cofradía de los masones libres), La Haya, 1735[2]
- Chansons Originaires des Francs-Maçons suivie de la Muse Maçonne ou Recueil de nouvelles Chansons sur la Maçonnerie (Canciones originarias de los francmasones seguida de La musa masona, o recopilación de nuevas canciones sobre la francmasonería), La Haya, 1744 (aproxímadamente)[2]